# Brabham BT59
A Brabham BT59 egy Formula–1-es versenyautó, melyet Sergio Rinland és Hans Fouche tervezett a Brabham csapatnak az 1990-es Formula–1 világbajnokságra, illetve az 1991-es bajnokság első két futamára. Pilótái 1990-ben David Brabham és Stefano Modena voltak, 1991-ben pedig Martin Brundle és Mark Blundell.

## Története
Az előző évi, viszonylag jónak mondható szereplést követően nagy reményekkel vágtak neki az idénynek. A csapat pilótái az alapító Sir Jack Brabham legfiatalabb fia, David Brabham és Stefano Modena voltak. Motor és gumi terén nem volt változás: a Judd V8-as motorjait használták és Pirelli abroncsokat.
A csapat hanyatlása azonban folyamatos volt. Már az 1989-es idény második felében egyre rosszabbul teljesítettek, és ez csak folytatódott. A pénzhiány miatt nem voltak érdemi fejlesztések, a Judd motor nem volt versenyképes, és a Pirelli gumik is rosszak voltak. Az autó dizájnja szép volt, jellegzetes, hegyes orral, a klasszikus sötétkék-fehér színekkel, de már főszponzorok nélkül. A legjobb eredményük egy Kanadában elért hetedik hely volt. David Brabham abszolút csalódás volt, a futamok felére kvalifikálni sem tudta magát, és amikor igen, akkor is csak egyszer ért célba.
1991-re a csapat megszabadult a Judd-motoroktól, és helyettük a Yamaha motorját használták. De mivel az idény első két futamán még a régi autóval indultak, ezért azt alakították át az új motorhoz (Brabham BT59Y). A Yamahával kötött megállapodást nagyon komolyan vette a csapat, és már 1990-ben rengeteget teszteltek egy átalakított autóval, hogy minden rendben legyen.

## Eredmények
| Év   | Csapat                    | Kasztni | Motor      | Gumik | Pilóták        | 1   | 2   | 3   | 4   | 5   | 6   | 7   | 8   | 9   | 10  | 11  | 12  | 13  | 14  | 15  | 16  | Pontok | Helyezés |
| ---- | ------------------------- | ------- | ---------- | ----- | -------------- | --- | --- | --- | --- | --- | --- | --- | --- | --- | --- | --- | --- | --- | --- | --- | --- | ------ | -------- |
| 1990 | Motor Racing Developments | BT59    | Judd V8    | P     |                | USA | BRA | SMR | MON | CAN | MEX | FRA | GBR | GER | HUN | BEL | ITA | POR | ESP | JPN | AUS | 2*     | 9.       |
| 1990 | Motor Racing Developments | BT59    | Judd V8    | P     | David Brabham  |     |     | NK  | KI  | NK  | KI  | 15  | NK  | KI  | NK  | KI  | NK  | KI  | NK  | KI  | KI  | 2*     | 9.       |
| 1990 | Motor Racing Developments | BT59    | Judd V8    | P     | Stefano Modena |     |     | KI  | KI  | 7   | 11  | 13  | 9   | KI  | KI  | 17  | KI  | KI  | KI  | KI  | 12  | 2*     | 9.       |
| 1991 | Motor Racing Developments | BT59Y   | Yamaha V12 | P     |                | USA | BRA | SMR | MON | CAN | MEX | FRA | GBR | GER | HUN | BEL | ITA | POR | ESP | JPN | AUS | 3      | 9.       |
| 1991 | Motor Racing Developments | BT59Y   | Yamaha V12 | P     | Martin Brundle | 11  | 12  |     |     |     |     |     |     |     |     |     |     |     |     |     |     | 3      | 9.       |
| 1991 | Motor Racing Developments | BT59Y   | Yamaha V12 | P     | Mark Blundell  | KI  | KI  |     |     |     |     |     |     |     |     |     |     |     |     |     |     | 3      | 9.       |

* Valamennyi pontot a BT58-assal szereztek.

## Forráshivatkozások
1. 1 2  Legendák a lejtőn – Brabham (magyar nyelven). Napi F1 sztori, 2022. június 7. (Hozzáférés: 2024. október 8.)

## Fordítás
- Ez a szócikk részben vagy egészben  a   Brabham BT59 című angol Wikipédia-szócikk ezen változatának fordításán alapul.  Az eredeti cikk szerkesztőit annak laptörténete sorolja fel. Ez a jelzés csupán a megfogalmazás eredetét és a szerzői jogokat jelzi, nem szolgál a cikkben szereplő információk forrásmegjelöléseként.